# Haukurasjärvi
Haukurasjärvi är en sjö i Kiruna kommun i Lappland och ingår i Torneälvens huvudavrinningsområde. Sjön har en area på 0,138 kvadratkilometer och ligger 373 meter över havet.

## Delavrinningsområde
Haukurasjärvi ingår i det delavrinningsområde (755556-174971) som SMHI kallar för Utloppet av Siilasjärvi. Medelhöjden är 407 meter över havet och ytan är 36,42 kvadratkilometer. Det finns inga avrinningsområden uppströms utan avrinningsområdet är högsta punkten. Parasjoki som avvattnar avrinningsområdet har biflödesordning 4, vilket innebär att vattnet flödar genom totalt 4 vattendrag innan det når havet efter 369 kilometer. Avrinningsområdet består mestadels av skog (70 procent) och sankmarker (25 procent). Avrinningsområdet har 1,32 kvadratkilometer vattenytor vilket ger det en sjöprocent på 3,6 procent.